# إريك شولتز
إريك شولتز (مواليد 22 مايو 1890) هو سبّاح ألماني، مثّل بلاده في الألعاب الأولمبية الصيفية 1912.

## روابط خارجية
إريك شولتز على موقع أوليمبيديا (الإنجليزية)